# Aeroportul Las Flecheras
Aeroportul Las Flecheras (IATA: SFD, ICAO: SVSR) este un aeroport din Municipio San Fernando⁠(d), Apure, Venezuela ce deservește zona San Fernando de Apure.
Situat la o altitudine de 46 m, aeroportul dispune de o singură pistă.